# Pierre-Joseph d'Orléans
Pour les articles homonymes, voir Pierre d'Orléans.
 (juillet 2023).
Si vous disposez d'ouvrages ou d'articles de référence ou si vous connaissez des sites web de qualité traitant du thème abordé ici, merci de compléter l'article en donnant les références utiles à sa vérifiabilité et en les liant à la section « Notes et références ».
Compléments
Le père d'Orléans est historien, biographe et auteur spirituel
Pierre-Joseph d'Orléans (parfois orthographié Dorléans), né le 3 novembre 1641 à Bourges (France) et décédé le 31 mars 1698  à Paris, est un prêtre jésuite français, prédicateur, historien et écrivain spirituel.

## Biographie
Pierre-Joseph d'Orléans fait ses études d’humanités au collège jésuite de Bourges avant d’entrer dans la Compagnie de Jésus, le 13 juillet 1659: il fait son noviciat à Paris. Sa formation spirituelle terminée il enseigne les belles-lettres dans les collèges de Paris et de Tours et suit le cours de philosophie au collège de La Flèche. Quatre ans d’études théologiques sont faites à Paris (1668-1672) ; à la fin de la troisième année il est ordonné prêtre (1671). 
Après une année d'enseignement il fait son Troisième An à Rouen et commence (1674) ensuite un ministère de prédication qu’il pratique avec succès dans plusieurs villes et poursuit jusqu’en 1688. Des problèmes de santé le contraignent à se limiter à l’écriture. Sa réputation d'écrivain et d’historien repose sur son ‘Histoire des révolutions d'Angleterre’ (1689), ‘Histoire des Révolutions d'Espagne’ et de biographie, principalement de personnalités jésuites
Le père d’Orléans a également écrit des livres de dévotion, sans originalité, mais d’utilité pratique dans la vie quotidienne, tels ses ‘Méditations sur les vérités de l'Évangile’. Il a également publié un recueil de méditations empruntées au père Luis de la Puente (1691) qui eut une large diffusion.

## Écrits
- La Vie du B. Stanislas Kostka, novice de la Compagnie de Jésus, 1672.
- Méditations sur les vérités de l'Evangile, París, 1672.
- Pratiques chrétiennes pour les actions ordinaires de la vie, París, 1676.
- La Vie du P. Charles Spinola, 1681.
- La Vie du B. Louis de Gonzague, 1685.
- La Vie du P. Pierre Coton, confesseur des roys Henry IV et Louis XIII, 1688.
- Histoire des deux conquérants Tartares qui ont subjugué la Chine, 1688.
- Histoire des révolutions d'Angleterre depuis le commencement de la monarchie, 1689. Ouvrage continué par François-Henri Turpin en 1786.
- Histoire de M. Constance, premier ministre du roi de Siam, et de la dernière révolution de cet État, 1690.
- La Vie du P. Mathieu Ricci, 1693.
- Sermons et instructions chrétiennes sur diverses matières (2 vol.), París, 1696.
- Histoire des révolutions d'Espagne, depuis la destruction de l'empire des Goths, jusqu'à l'entière et parfaite réunion des royaumes de Castille et d'Aragon en une seule monarchie, par le P. Joseph d'Orléans, revue et publiée par les PP. Rouillé et Brumoy, 3 volumes, 1734.